# Barnstorfer Wald (Rostock)

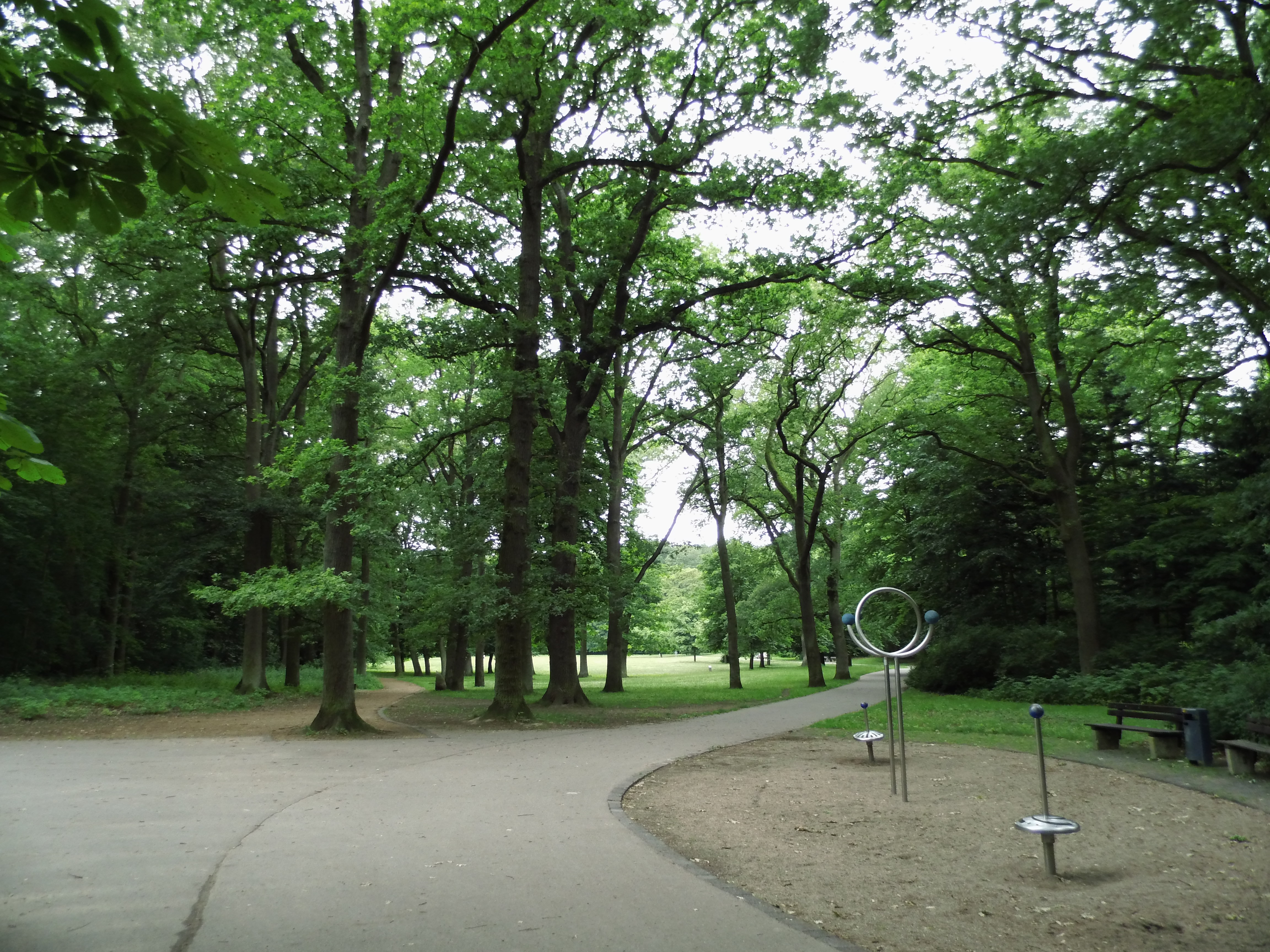
Barnstorfer Wald mit Blick auf den Kastanienplatz

Der Barnstorfer Wald, auch Barnstorfer Anlagen genannt, ist ein Naherholungsgebiet im Südwesten von Rostock in den Ortsteilen Hansaviertel und Gartenstadt.

## Lage
Das Gebiet umfasst eine Fläche von 156 Hektar, das durch die Rennbahnallee geteilt wird. Der östliche, stadtnähere, Teil besteht aus einem eher parkartigen Gebiet und dem Gelände des Rostocker Zoos. Der westliche Teil ist bis auf ein Erweiterungsgebiet des Zoos Wald geblieben.
Das Areal ist mit der Innenstadt durch die Straßenbahnlinien 3 und 6 sowie mit der Südstadt und dem Holbeinplatz durch die Buslinie 28 verbunden.

## Geschichte

### Etymologie
Im 15. Jahrhundert hieß die Gemarkung Rostocker Heide, um 1770 wird sie Auf dem weißen Dreesch genannt, zuletzt ist das Gebiet die Rostocker Stadtfeldmark.
Die später üblichen Bezeichnungen Barnstorfer Wald oder Barnstorfer Tannen stammen von dem 1286 erstmals erwähnten Dorf Barnstorf. Das Dorf lag nördlich des Waldes im Bereich der heutigen südlichen Kuphalstraße zwischen Gartenstadt und Komponistenviertel. Die Gemarkung des Dorfes erstreckte sich bis ins heutige Reutershagen und umfasste auch das Waldgebiet. Das Dorf wurde am 14. Juli 1919 in die Stadt Rostock eingemeindet und ist heute weitgehend in der städtischen Bebauung aufgegangen.

### Franzosenzeit
Während napoleonische Truppen um 1810/11 mit rund 10.000 Soldaten zwischen Barnstorf und Bramow lagerten, wurden die Barnstorfer Tannen für die Errichtung von 764 Baracken sowie die Gewinnung von Feuerholz fast vollständig abgeholzt. Nach dem Abzug der Franzosen kampierten schwedische, russische und englische Truppen kurzfristig in den Baracken, erst ab 1814 begannen die Aufforstungsarbeiten.

### Trotzenburg
1839 richtete Holzwärter Heinrich Moll im Forsthaus Trotzenburg eine Schankwirtschaft ein.

### Straßenbahn
1881 erhielt Barnstorf Anschluss an die schienengebundene Rostocker Pferdebahn der Mecklenburgischen Straßen-Eisenbahn Actien Gesellschaft (MSEAG). Seit 1904 wird die Linie von der Rostocker Straßenbahn AG elektrisch betrieben.

### Kaiserpavillon
Die 1886 am Kaiserplatz eröffnete Gaststätte bot neben Restaurant und Kegelbahn auch einen Konzertgarten mit beliebten Kaffeekonzerten. Ab 1914 trug die Ausflugsgaststätte den Namen Bismarckhöhe, nach 1945 war sie als HO Gaststätte Platz der Jugend mit Kaffeegarten, Imbiss, Weinstube und Tanzsaal bekannt, bevor sie 1997 abgerissen wurde.

### Zoo Rostock
1899 öffnete zum ersten Mal der von Stadtjäger Robert Schramm angelegte Hirschgarten, aus dem später der Zoologische Garten Rostock wurde. Seit den 1970er Jahren entsteht im westlichen Teil des Waldes ein Erweiterungsgelände des Zoos.

### Bismarckturm
Am 21. Juni 1901 fand am Kaiserplatz die feierliche Einweihung des Rostocker Bismarckturms auf der Bismarckhöhe statt. Der preisgekrönte Entwurf „Götterdämmerung“ stammte vom Architekten Wilhelm Kreis. Um Baufreiheit für den Neubau des Thingplatzes zu schaffen, wurde das Denkmal 1934 auf den Sedanplatz umgesetzt. Dort musste es 1956 der Erweiterung des Rostocker Zoos weichen.

### Sportpalast
Die Bauarbeiten zu Hans Hagemeisters Sportpalast an der Tiergartenallee begannen 1925, er wurde am 14. August 1926 eröffnet. Drei Jahre später wurde das sogenannte Keglerheim noch einmal erweitert und besaß nun im Erdgeschoss ein Restaurant mit Parkcafe, einen großen Festsaal für etwa 2000 Personen, verschiedene Klubräume, zwei Schießstände und 14 moderne, wettkampffähige Kegelbahnen. Im ersten Stock befand sich ein Spiegelsaal, das Hindenburgzimmer, ein Sportkasino und ein Dachgarten.
1958 erwarb die Deutsche Post den Sportpalast von Familie Hagemeister. Zuerst richtete das Staatliche Rundfunkkomitee im großen Festsaal einen Stützpunkt für die Radio- und Fernsehberichterstattung zur ersten Ostseewoche ein. Nach dem Umzug des Radiostudios Rostock in die Richard-Wagner-Straße bezog der Deutsche Fernsehfunk das Gebäude. Das neu gegründete Ostseestudio Rostock nahm im Juni 1962 seine Arbeit auf.
Mit der Fertigstellung des neuen Landesfunkhauses in Schwerin wurde der Studiokomplex in Rostock 1998 geschlossen. Seit November 2003 besitzt der Rostocker LT-Club das Gebäude und eröffnete nach umfangreicher Sanierung im März 2005 seine Eventlocation mit Restaurant und Sportclub.

### Freilichtbühne
Auf der Bismarckhöhe am Rande des Barnstorfer Waldes wurde ab März 1934 ein Thingplatz errichtet. Ein Jahr und zwei Monate später erlebten 13.000 Zuschauer die Einweihung der Rostocker Thingstätte. Bis zum Kriegsbeginn fanden dort neben Thingspielen, Opern und Theateraufführungen auch Gautage, Kreisapelle und Erntedankfeste statt. Nach 1945 blieb der Thingplatz bis auf ein paar Veranstaltungen unbeachtet, doch zur Vorbereitung der ersten Ostseewoche 1958 wurde er zur Freilichtbühne umgestaltet und erhielt ein Jahr später während des Parlaments der FDJ den Namen Platz der Jugend. Die Freilichtbühne entwickelte sich in den Sommermonaten zu einem beliebten Veranstaltungsort, im Juli 1962 fanden dort beispielsweise die ersten Rostocker Sommerfilmtage statt.
Nach 1990 gingen die Veranstaltungen auf der Freilichtbühne stark zurück, sie wurde 1995 abgerissen. Auf dem Gelände wurden ein Spielplatz und eine Skateboarding-Anlage gebaut.

### Johanniskirche

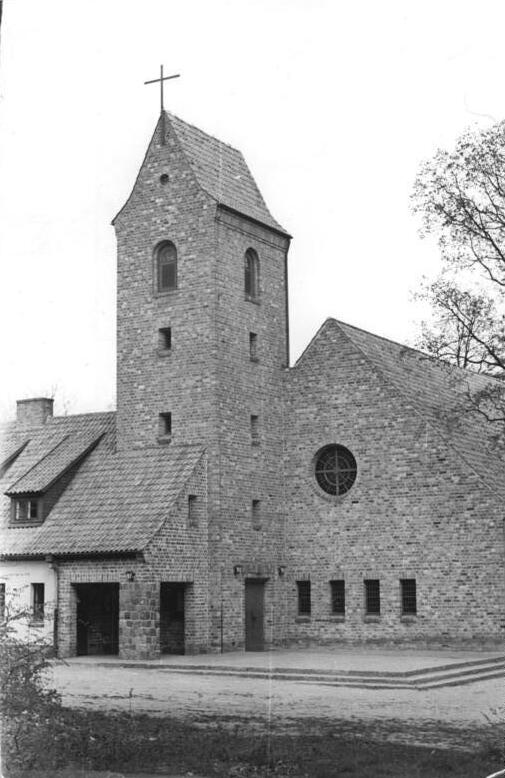
Die Johanniskirche 1952

Am Eingang des Waldes wurde am 12. Juni 1949 der Grundstein für die Johanniskirche gelegt. Die Notkirche nach Plänen von Otto Bartning entstand aus geborgenen Trümmersteinen der im Krieg zerstörten Jakobikirche.

## Naherholungsgebiet
In der Nacht vom 21. Oktober 1880 ließ ein starker Orkan über 700 Bäume umstürzen oder abbrechen. Bei der folgenden Aufforstung durch den zuständigen Stadtjäger Robert Schramm wurden in den Jahren 1883 bis 1887 hauptsächlich Eichen und Buchen gepflanzt. Dieser Baumbestand existiert in großen Teilen noch heute.
Zu DDR-Zeiten gab es Pläne, im Barnstorfer Wald einen Kulturpark einzurichten. Obwohl diese Pläne nicht verwirklicht wurden, begann ab 1965 die Umgestaltung zum Naherholungsgebiet. Zur 750-Jahr-Feier Rostocks 1968 entstanden neue Spielplätze und diverse kulturelle und gastronomische Einrichtungen, in den darauf folgenden Jahren war der Barnstorfer Wald zu verschiedenen Anlässen Schauplatz von Volksfesten. Unter Leitung der HO Gastronomie öffneten 1968 die Vogtländer Bierstuben und 1973 die Jägerhütte zum ersten Mal ihre Pforten. Auf dem Kastanienplatz wurde Anfang der 1970er Jahre mit dem Arenatheater ein zirkusartiger Bau für Theater- und Konzertveranstaltungen errichtet.
Am westlichen Waldrand entstand 1977 der Westfriedhof.
Nach der Wende sank die Bedeutung des Areals beträchtlich. Die meisten von der HO betriebenen Ausflugsgaststätten, Imbisse und Freizeiteinrichtungen schlossen und wurden ab Mitte der 1990er Jahre abgerissen. Das Arena-Theater am Kastanienplatz war bereits Anfang der 1980er Jahre abgebaut worden, die Vogtländische Bierstube brannte im September 1999 ab. Bis heute existieren neben Zoo, Trotzenburg und Jägerhütte ein von der Pionierorganisation 1957 errichteter Verkehrsgarten zur Schulung von Kindern.
Ende der 1990er Jahre konnte durch einige Verschönerungsmaßnahmen dem drohenden Verfall Einhalt geboten werden. Dennoch erlangte das Gebiet bei weitem nicht die einstige Bedeutung.